# U2
U2 [jú tú] (v pomenu you two - vidva ali you too - ti tudi oziroma vi tudi) je irska rock skupina, ki sodi med najbolj znane v svoji zvrsti. Izdali so že več kot deset studijskih albumov. Skupina je nastala v poznih sedemdesetih letih 20. stoletja in je znana tudi po delovanju v dobrodelnih organizacijah.

## Zasedba
- Bono (Paul David Hewson) - vokal
- The Edge (David Howell Evans) -  kitara in klaviature
- Adam Clayton - bas kitara
- Larry Mullen ml. - bobni

## Biografija

### Prva leta
Skupina je začela nastajati že jeseni leta 1976, ko je štirinajstletni bobnar Larry Mullen na oglasno desko svoje srednje šole obesil razglas, da išče člane za rock band. Na avdiciji pri njem doma so se zbrali basist Adam Clayton, brata Dick in David Evans, ki sta igrala kitari, in Paul Hewson, ki ni znal nič koristnega. Tako so mu prepustili mesto pevca, tudi zaradi tega, ker so bila preostala že oddana. Skupina se je najprej imenovala Feedback, a se kmalu preimenovala v The Hype. 5 fantov je začelo s skupnimi vajami. Na začetku leta 1978 je starejši izmed bratov Evans (Dick) odšel iz banda, takoj zatem pa se je skupina primenovala v U2. V marcu istega leta so sodelovali na natečaju za mlade glasbene talente v Limericku, kjer so zmagali in dobili nagrado v višini 500 funtov ter pravice za studijsko snemanje demo posnetka.
Naslednje leto in pol je skupina igrala v glavnem kot predskupina bolj uveljavljenim bandom. Po nabiranju izkušenj na Irskem je leto 1980 za U2 prineslo prve pomembnejše dogodke. Že v decembru 1979 so igrali v Angliji, ob vrnitvi na Irsko pa so 26. februarja 1980 nastopili v Dublinu pred večtisočglavo množico na nacionalnem stadionu. Nastop je bil tako prepričljiv in poln energije, da so po koncertu U2 podpisali pogodbo z založbo Island.

### Boy
Oktobra 1980 so U2 izdali svoj prvi album z naslovom Boy. Sledila je turneja, ki je trajala od septembra 1980 pa vse do konca maja 1981. V tem obdobju je skupina prvič igrala v Severni Ameriki, na Švedskem, Nizozemskem, v Švici, Belgiji in Nemčiji. V zaključnem delu turneje po ZDA so U2 v treh mesecih odigrali 60 koncertov, včasih celo več v enem dnevu.

## Diskografija

### Albumi
1. Boy (1980)
2. October (1981)
3. War (Februar 1983)
4. Under a Blood Red Sky (September 1983)
5. The Unforgettable Fire (1984)
6. The Joshua Tree (1987)
7. Rattle & Hum (1989)
8. Achtung Baby (1991)
9. Zooropa (1993)
10. Pop (1997)
11. All That You Can't Leave Behind (2000)
12. How to Dismantle an Atomic Bomb (2004)
13. No Line on the Horizon (2009)
14. Songs of Innocence (2014)
15. Songs of Experience (2017)
16. Songs of Surrender (2023)

### Kompilacije
- The Best of 1980-1990 (1998)
- Million Dollar Hotel (2000), soundtrack
- The Best of 1990-2000 (2002),
- The Complete U2 (2004)

### Posnetki koncertov in zbirke videospotov
- Under a Blood Red Sky (1983)
- The Unforgettable Fire Collection (1985)
- Rattle and Hum (1988)
- Achtung Baby (1992)
- Zoo TV Live From Sydney (1994)
- Popmart Live From Mexico City (1997)
- The Best Of 1980-1990 (1999)
- Elevation 2001: U2 Live From Boston (2001)
- U2 Go Home: Live From Slane Castle (2004)
- The Best Of 1990-2000 (2002)
- Vertigo Tour - Live From Chicago (2005)
- 360° Tour - Live from Rose Bowl L.A. (2010)
- Innocence + Experience Tour - Live in Paris (2015)
- Experience + Innocence Tour  - Live in Berlin (2020)

### Singli
Pripisano je doseženo mesto na ameriških (ZDA) in angleških (VB) lestvicah.
- 1979 "U2-3"
- 1980 "Another Day"
- 1980 "11 O'clock Tick Tock"
- 1980 "A Day Without Me"
- 1980 "I Will Follow"
- 1981 "Fire" #35 VB
- 1981 "Gloria" #55 VB
- 1982 "A Celebration" #47 VB
- 1983 "New Year's Day" #10 VB; #53 ZDA
- 1983 "Two Hearts Beat as One" #18 VB
- 1983 "Sunday Bloody Sunday" #7 VB (izdan samo v Evropi in na Japonskem)
- 1983 "40" (izdan samo v Nemčiji)
- 1984 "I Will Follow" #81 ZDA
- 1984 "Pride (In the Name of Love)" #3 VB; #33 ZDA
- 1985 "The Unforgettable Fire" #6 VB
- 1987 "With or Without You" #4 VB; #1 ZDA
- 1987 "I Still Haven't Found What I'm Looking For" #6 VB; #1 ZDA
- 1987 "Where the Streets Have No Name" #4 VB; #13 ZDA
- 1987 "One Tree Hill" (izdan samo v Avstraliji in Novi Zelandiji)
- 1987 "In God's Country" #48 VB; #44 ZDA
- 1988 "Desire" #1 VB; #3 ZDA
- 1988 "Angel of Harlem" #9 VB; #14 ZDA
- 1989 "When Love Comes to Town" (Z B.B. Kingom) #6 VB; #68 ZDA
- 1989 "All I Want Is You" #4 VB; #83 ZDA
- 1991 "The Fly" #1 VB; #61 ZDA
- 1991 "Mysterious Ways" #13 VB; #9 ZDA
- 1992 "One" #7 VB; ZDA #10
- 1992 "Even Better Than the Real Thing" #12 VB; #32 ZDA
- 1992 "Even Better Than the Real Thing" (remix) #8 VB
- 1992 "Who's Gonna Ride Your Wild Horses" #14 VB; #35 ZDA
- 1993 "Numb" (samo videospot)
- 1993 "Lemon" (izdan samo v Avstraliji in na Japonskem)
- 1993 "Stay (Faraway, So Close!)" #4 VB; ZDA #61
- 1995 "Hold Me, Thrill Me, Kiss Me, Kill Me" #2 VB; #16 ZDA
- 1997 "Discothèque" #1 VB; #10 ZDA
- 1997 "Staring at the Sun" #3 VB; #26 ZDA
- 1997 "Last Night on Earth" #10 VB; #57 ZDA
- 1997 "Please" #7 VB
- 1997 "Mofo"
- 1997 "If God Will Send His Angels" #12 VB
- 1998 "The Sweetest Thing" #3 VB; #63 ZDA
- 2000 "Beautiful Day" #1 VB; #21 ZDA
- 2001 "Stuck in a Moment You Can't Get Out Of" #2 VB; #52 ZDA
- 2001 "Elevation" #3 VB
- 2001 "Walk On" #5 VB
- 2002 "Electrical Storm" #5 VB; #77 ZDA
- 2004 "Vertigo" #1 VB; #31 ZDA
- 2005 "Sometimes You Can't Make It On Your Own" #1 VB; #99 ZDA
- 2005 "All Because of You" (izdan samo v Kanadi)
- 2005 "City of Blinding Lights"
- 2015 Every Breaking Wave